# 石井江奈
石井 江奈（いしい えな、1973年8月19日 - ）は、日本のフリーアナウンサー、写真家。Classy Academy 講師兼代表。ボイスワークス所属。

## 来歴
東京都世田谷区出身。立教大学法学部法学科卒業。立大在学時、芸術について学ぶために1994年からパリに留学していた。また東京アナウンスアカデミーに通い、4年時の1995年に学生ニュースキャスターを務めていたこともある。
大学を卒業後、1996年に青森朝日放送 (ABA) に入社。報道制作部所属のアナウンサーとなり、『スーパーJチャンネルABA』の初代キャスターを務めた。
1998年に青森朝日放送を退社し、フリーアナウンサーに転向。転向からしばらくの間はシー・フォルダに所属し、野球関係の番組を主に担当していた。なおフリーアナウンサーになってからも、独学ではあるが絵画や写真の勉強を続けていた。
2003年に長男を出産した後、2005年にそれまで担当していた番組をすべて自主降板する。その後は10年近く主だった活動がなかったが、2014年から写真家の平竜二に師事し、プラチナプリントの技術を習得。そして2015年11月、自身のプラチナプリント作品がニューヨークで開催の Annual National Alternative Processes Competition で日本人初の入選作となる。以来、日本国内外で写真個展を開いている。
また、2017年1月からは日本で、女性を対象にした少人数制のグループレッスン講座 Classy Academy を主宰。2019年1月からは、NHK文化センター青山教室の講師も務めている。

## 担当番組
特記のないデータは、シー・フォルダ時代の公式プロフィールとボイスワークス所属後の公式プロフィールからの参考。

### 青森朝日放送
- スーパーJチャンネルABA - キャスター
- お天気パレット - 天気キャスター

### フリー転向後
- スポーツワイド プロ野球ニュース（フジテレビ739） - コーナーキャスター
- マスターズリーグNAVI 19××（フジテレビ739） - キャスター
- ジャスト（TBS） - リポーター
- 天国に一番近い男（TBS）
- ドラナビ（TBS）-  『天国に一番近い男』担当リポーター
- ザ・ベースボール（TBSラジオのプロ野球中継） - 2000年から2002年まで、前座番組『キャッチ・ザ・ベースボール』と後枠（試合中継直後の情報番組）『ザ・ベースボールジョッキー』のナビゲーターを担当[注 4]。
- 畑山隆則のスポーツBOMBER!（TBSラジオ） - ナビゲーター[注 5]
- スポーツ東西南北（TBSラジオ） - ナビゲーター
- 獏さんのひゅーまんテレビ（テレビ東京） - アシスタント・リポーター[1]
- 勇気のメダル（テレビ東京） - ナレーター
- 極旨対決オイスターロード 400キロの旅（テレビ朝日） - リポーター
- 峰竜太のホンの昼メシ前（日本テレビ） - ナレーター[1]
- 全国高等学校野球選手権埼玉大会中継（テレビ埼玉） - リポーター
- 全国高等学校サッカー選手権大会埼玉県大会中継（テレビ埼玉） - リポーター